# Die verrückten Holidays
Die verrückten Holidays (engl. The Roman Holidays) ist eine US-amerikanische Zeichentrickserie der Hanna-Barbera-Studios. Die Serie handelt vom Leben Gus Holidays im antiken Rom, der permanent Ärger mit seinem Hausherrn Evictus hat, und seiner Familie. 

## Inhalt
Gus Holiday lebt mit seiner Frau Laurie und seinen Kindern in einer Mietwohnung im antiken Rom. Unter den Kindern ist die jüngste, Precocia, am intelligentesten. Der Sohn Happius und seine Freundin Groovia, beide Teenager, machen dagegen häufig Ärger. Außerdem lebt bei der Familie der Hauslöwe Brutus. Oft streitet sich Gus mit seinem Vermieter Evictus und auch auf der Arbeit, beim Bau des Forums als Marmorheber, hat er es schwer.

## Produktion und Veröffentlichung
Die Serie wurde 1972 von den Hanna-Barbera-Studios unter der Regie und nach dem Konzept von William Hanna und Joseph Barbera produziert. Die Musik komponierte Hoyt Curtin. Die Erstausstrahlung fand ab dem 9. September 1972 bei NBC in den USA statt. 
Die Serie wurde ins Spanische und Portugiesische übersetzt. Eine deutsche Übersetzung wurde erstmals ab dem 29. April 1989 von RTLplus gesendet. Danach folgten mehrere Wiederholungen bei verschiedenen Sendern. 

## Synchronisation
| Charakter        | Englischer Sprecher |
| ---------------- | ------------------- |
| Gus Holiday      | Dave Willock        |
| Happius          | Stanley Livingston  |
| Curvia           | Janet Waldo         |
| Brutus, der Löwe | Daws Butler         |

## Comic-Adaption
Gold Key veröffentlichte eine Comic-Adaption der Serie, die allerdings nach vier Ausgaben eingestellt wurde.